# Dornier Do 13
Il Dornier Do 13 era un bombardiere bimotore ad ala alta sviluppato dall'azienda tedesca Dornier-Werke GmbH negli anni trenta ma, a causa di problemi nello sviluppo, non venne avviato alla produzione in serie.
Derivato dal precedente Do 11 fu un modello di transizione e verrà ulteriormente modificato portando alla definitiva ed ultima variante ridenominata Do 23.

## Storia del progetto
Sviluppo del precedente Do 11, differiva da questo essenzialmente per la scelta di una diversa e più potente motorizzazione che gli consentì di incrementarne le prestazioni. Tuttavia, benché fossero state apportate solo poche modifiche, la riprogettazione causò gravi problemi con la conseguenza di incorrere in incidenti già dai primi voli con la distruzione degli apparecchi.
Questo portò alla necessità di un'ulteriore riprogettazione che si concretizzò nella nuova variante ribattezzata Do 23, dotata di impennaggio bideriva, convertendo al nuovo standard tutti i Do 13 ancora in corso di completamento e gli esemplari superstiti precedentemente realizzati.
Nel frattempo la tecnologia nella progettazione e costruzione dei velivoli era progredita molto velocemente ed oramai il Do 23, che condivideva l'originale impostazione considerata oramai obsoleta risalente al capostipite della serie, il Dornier F, venne destinato a compiti di seconda linea ed assegnato, durante la seconda guerra mondiale, ai reparti Luftwaffe che operavano nei territori della neo annessa ex-Cecoslovacchia.

## Tecnica
Il Do 13 riproponeva l'impostazione dei precedenti modelli da cui derivava. La fusoliera, di costruzione metallica in lega leggera, era di sezione rettangolare, alta e stretta, dotata di abitacolo di pilotaggio aperto e di postazioni difensive sul muso, dorsale e ventrale, le prime due anch'esse aperte, dotate di mitragliatrici. Posteriormente si rastremava terminando in un impennaggio classico di grandi dimensioni, monoderiva e dai piani orizzontali controventati. L'ala era montata alta e dotata di un sensibile angolo d'attacco, sulla quale erano installate le gondole che contenevano i motori. Il carrello d'atterraggio era un triciclo classico e, al contrario del Do 11, era fisso, dotato di grandi ruote carenate ed integrato posteriormente da un ruotino d'appoggio. La propulsione era affidata a una coppia di motori che variarono nei vari prototipi; l'ultima configurazione era dotata di due BMW VI a 12 cilindri a V di 60º, raffreddati ad acqua, capaci di 750 CV (552 kW) ciascuno, questa mantenuta anche nel successivo Do 23.

## Impiego operativo
A causa dei problemi in sede di sviluppo non si riscontra alcuna consegna a reparti operativi.

## Versioni
Do 13 A
primo esemplare costruito (W.Nr.231, marche D-2485), equipaggiato con una coppia di radiali Siemens Jupiter da 600 PS (441 kW) ciascuno.
Do 13 C
secondo esemplare (W.Nr.293, D-AHYL), equipaggiato con una coppia di V12 BMW VI da 750 PS (552 kW) ciascuno.
Do 13 E
terzo esemplare (W.Nr.295, D-AGIR)
Do 13 F
cellula (W.Nr.295) destinata a prove statiche.